# Рікарду Камаргу
Рікарду Камаргу (порт. Ricardo Camargo; нар. 14 травня 1968) — колишній бразильський тенісист.
Найвищу одиночну позицію світового рейтингу — 435 місце досяг 9 березня 1987, парну — 206 місце — 9 липня 1990 року.

## Титули на челленджерах

### Парний розряд: (3)
| Ранг | Рік  | Турнір              | Покриття | Партнер         | Суперники                          | Рахунок       |
| ---- | ---- | ------------------- | -------- | --------------- | ---------------------------------- | ------------- |
| 1.   | 1988 | Сан-Паулу, Бразилія | Ґрунт    | Жівалдо Барбоза | Алешандрі Осевар Маркос Хосевар    | 5–7, 7–6, 7–6 |
| 2.   | 1988 | Lins, Бразилія      | Ґрунт    | Жівалдо Барбоза | Марсело Геннеманн Едвалду Олівейра | 6–1, 3–6, 6–3 |
| 3.   | 1988 | Сан-Паулу, Бразилія | Ґрунт    | Жівалдо Барбоза | Пабло Альбано Сезар Кіст           | 6–7, 7–6, 6–4 |